# Garza (Santiago del Estero)
Garza is een plaats in het Argentijnse bestuurlijke gebied Sarmiento in de provincie Santiago del Estero. De plaats telt 2.295 inwoners.